# Friis-Baastadnuten
Der Friis-Baastadnuten ist ein 2040 m hoher Berggipfel im ostantarktischen Königin-Maud-Land. Er ist einer der eisfreien Gipfel auf der Südseite des Tals Frostlendet und ragt 1,5 km südöstlich des Mana im Borg-Massiv auf.
Norwegische Kartografen nahmen anhand von Luftaufnahmen und Vermessungen der Norwegisch-Britisch-Schwedischen Antarktisexpedition (1949–1952) eine Kartierung vor. Namensgeber ist Kåre Friis-Baastad (* 1913), ein Mitglied der norwegischen Fliegereinheit bei dieser Forschungsreise.